# Huangdao
Huangdao léase Juáng-Dáo (en chino:黄岛区, pinyin:Huángdǎo qū, lit: isla amarilla) es un distrito urbano bajo la administración directa de la ciudad-prefectura de Qingdao. Se ubica al este de la provincia de Shandong, este de la República Popular China. Su área es de 2096 km² y su población total para 2018 fue +1,5 millones habitantes. 
En diciembre de 2012 el área de la ciudad de Jiaonan se anexó a Huangdao. A mediados de 2018, el Ministerio de Asuntos Civiles aprobó la consolidación del gobierno del distrito de Huangdao y el nuevo gobierno del área de Xihai'an en un solo órgano de gobierno formando la administración Nuevo distrito de Xihai'an (西海岸新区).

## Administración
El distrito de Huangdao se divide en 22 pueblos que se administran en 12 subdistritos y 10 poblados.